# 袋津村
袋津村（ふくろづむら）は、かつて新潟県中蒲原郡にあった村。1901年11月1日の新設合併によって消滅し、現在は新潟市江南区の一部となっている。
以下の記述は合併直前当時の旧袋津村に関しての記述であり、現在では名称等が異なる場合がある。なお、ここに記述されていない内容に関しては新潟市などの記事を参照。

## 沿革
- 1889年（明治22年）4月1日 - 町村制施行に伴い中蒲原郡袋津村、砂崩新田が合併し、袋津村が発足。
- 1901年（明治34年）11月1日 - 中蒲原郡亀田町、茅城島村（一部）と合併し、亀田町を新設して消滅。

## 地域
袋津村は、合併した村名を継承する以下の大字で構成される。
袋津（ふくろづ）
1889年（明治22年）まであった袋津村の区域。現在の新潟市江南区袋津。
砂崩（すなくずれ）

1889年（明治22年）まであった砂崩新田の区域。現在の新潟市江南区砂崩。